# Literární noviny
Literární noviny (Literaturzeitung), zeitweilig auch Literární Listy (Literaturblätter) bzw. Listy (Blätter), ist eine traditionsreiche Zeitschrift der tschechoslowakischen (bzw. tschechischen) Schriftsteller, die seit 1927 mit wechselvoller Geschichte und unter zeitweiligen Unterbrechungen und Verboten erscheint. In den 1960er Jahren wurde sie zur Plattform vielfältiger intellektueller Kreise, die den später als Prager Frühling bekanntgewordenen Reformprozess vorbereitet haben.

## Übersicht
Das Erscheinen der Zeitschrift kann in folgende Perioden aufgeteilt werden:
Literární noviny
- 1927–1941: literaturkritische Kulturzeitschrift der tschechoslowakischen Schriftsteller
- 1946–1951: Fortsetzung der Erscheinungsweise nach dem Kriege
- 1952–1967: (bis Nr. 39) Neugründung als Wochenzeitschrift des reorganisierten Schriftstellerverbandes
- 1967 (Nr. 40–52): – 1968 (Nr. 1–5) Übernahme durch das Kultur- und Informationsministerium

Literární listy
- 1968 (Nr. 0-26 mit mehreren Sonderausgaben): als neue Zeitschrift des Schriftstellerverbandes seit Februar 1968 (mit einer Sonderausgabe von August 1970)

Listy
- 1968 (Nr. 1-8) – 1969 (Nr. 1-19): Zeitschrift des Schriftstellerverbandes

Literární noviny
- seit 1990 neugegründet

Daneben erschien in der Zeit 1971 – 1990 die von Jiří Pelikán in Rom herausgegebene Exilzeitschrift Listy, die symbolisch, ideell und teilweise auch personell an die verbotene Prager Zeitschrift anknüpft; nach dem Niedergang des kommunistischen Regimes 1989 ist die Redaktion 1990 nach Prag umgezogen, wo sie noch erscheint.

## Geschichte der Zeitschrift
Die Vorkriegszeitschrift Literární noviny, die monatlich erschien, hatte den Anspruch einer literaturkritischen Kulturrevue; sie wurde zuletzt vom ELK – Europäischen Literaturklub herausgegeben. Außer bekannten tschechischen Autoren wie Vítězslav Nezval, Stanislav Kostka Neumann, Konstantin Biebl, Jan Neruda u. v. a. wurden auch zahlreiche Übersetzungen vor allem englischer, französischer und russischer Autoren veröffentlicht (Guillaume Apollinaire, Eduard Bagrickij, Paul Éluard, Sergej Jesenin, Michail Jurjewitsch Lermontow).
Nachdem die Zeitschrift während der Protektoratszeit zeitweise, und zwar 1941–1945, verboten wurde, erschien sie ab 1946 bis 1951 als Zweimonatszeitschrift neu, ab 1949 in der Regie des Verlages des gegründeten Schriftstellerverbandes SČSS. Nach der Reorganisierung des Verbandes wurde die Zeitschrift 1952 neu gegründet unter Beibehaltung des Namens (die zugleich auch die Übersetzung der parteitreuen Literaturnaja gaseta in der UdSSR war). Die neue Wochenzeitschrift sollte die Parteilinie auf dem Kultur- und Literaturgebiet verfechten. Ab den sechziger Jahren jedoch verlässt die Zeitschrift die Parteilinie, sie wird kritischer und widmet sich zunehmend gesellschaftspolitischen Fragen. Die gleichzeitig steigende Beliebtheit führte dazu, dass die Zeitschrift im September 1967 aufgrund eines Beschlusses des Zentralkomitees der KPTsch dem Schriftstellerverband entzogen und dem Minister für Kultur und Information (Ministr pro kultury a informací) Karel Hoffmann unterstellt wurde. Der Name, die graphische Gestaltung wie auch die Rubriken wurden beibehalten, die gesamte Redaktion wurde jedoch entlassen (und mangels anderer Redakteure wurden in der Zeitschrift einige Mitarbeiter der Zeitschriften der Armee. Ab Februar 1968 kam es zu einer Umbenennung in Kulturní noviny (im April 1968 dann eingestellt).
Gleichzeitig kam es zu einer Wiederauflage der kritischen Zeitschrift des Schriftstellerverbandes. Ab Februar 1968 hat der Verbandsvorsitzender, Germanist und Kafka-Experte Eduard Goldstücker mit der ursprünglichen Redaktion die Zeitschrift unter dem Namen Literární listy weitergeführt. Nach der Niederwerfung des Prager Frühlings wurde die Zeitschrift dann in Listy umbenannt, die bis Mai 1969 erscheinen konnte. Zu der Redaktion gehörten unter anderem Bohumil Hrabal, Milan Jungmann, Ivan Klíma, Milan Kundera, Vladimír Neff, Karel Kosík u. a.
Seit 1990 erschien die Zeitschrift in Prag wieder unter dem Namen Literární noviny (zuerst als Beilage, ab 1992 als eine selbständige Zeitschrift); im Jahre 2007 übernahm das Centrum pro média a demokracii (Zentrum für Medien und Demokratie) in Brünn das Herausgeben der Zeitschrift, im Februar 2009 dann die Bürgervereinigung Právo, solidarita a informace (Recht, Solidarität und Information). Die geänderte gesellschaftspolitische Lage und der Wegfall des Privilegs, als Sprecher der Opposition gegen ein gleichgeschaltetes Regime auftreten zu können, haben auch die Bedeutung und Aussehen der Zeitschrift geprägt. Seit 1999 trat das Interesse an ökologischen Fragen mehr in den Vordergrund, nachdem der Protagonist ökologischer Belange, Jakub Patočka, zum leitenden Redakteur wurde (von 1999 bis 2009). Von Februar 2009 bis Juni 2010 war Zbyněk Fiala der Chefredakteur, nachdem die Zeitschrift zweimal den Herausgeber wechselte (zuerst Právo e. V., dann Litmedia), danach übernahm Petr Bílek diese Aufgabe.

## Rolle im Prager Frühling
„Der Tschechoslowakische Schriftstellerverband wird jetzt die Wochenzeitschrift Literární listy herausgeben, weil er es vorzieht, nicht zu dem alten Namen zurückzukehren, der zwischenzeitlich die Autorität verlor in Folge dessen, wozu er außerhalb der Kontrolle des Verbandes missbraucht wurde. Die Gesamte Redaktion von Literární noviny wird hiermit zur Redaktion von Literární listy. Les Lettres françaises begrüßen am herzlichsten ihren neuen Kollegen.“  Mit dieser Begrüßung hieß Aragons Zeitschrift Les Lettres françaises die neue Zeitschrift in Prag willkommen.
Obwohl sie vom Selbstverständnis eine Literaturzeitschrift war, lagen – entsprechend den Umständen – die Schwerpunkte im Kommentieren und Vorantreiben des politischen Geschehens. Sie hat schnell ein hohes Niveau erreicht und sich intensiv an den Diskussionen, die zum Prager Frühling führten und weiterführten beteiligt. Auf den Seiten der Zeitschrift erschienen zahlreiche politische Erklärungen, Petitionen, Kommentare ausländischer Presse und andere Informationen. Zu den bekanntesten Texten, die hier veröffentlicht wurden, gehört das Manifest der 2000 Worte von Ludvík Vaculík, Havels Überlegungen zu einer oppositionellen Partei, Isaac Deutschers Die unvollendete Revolution. 1917–1967 und andere Texte.